# Атакапа (народ)
Атакапа (Atakapa, Attakapa, Attakapas, Attacapa) — название племени, обитавшего на юго-востоке США.

## Этноним
На языке чокто «атакапа» означает «людоеды». Французские путешественники первой половины XVIII века неоднократно упоминали каннибальские обычаи племени, не характерные для соседних племён, однако под влиянием европейцев к середине XVIII века каннибализм постепенно исчезает. Самоназвание племени — ишак — означало «люди».

## Подгруппы внутри племени
- Западные атакапа:
  - Акокиса — залив Галвестон[англ.] и нижнее течение реки Тринити
  - Бидай — река Тринити у Бидай-Крик;
  - Дедоуз — южно-центральная часть Техаса;
  - Патири — вдоль Кейни-Крика, Техас;
  - Тлакопсель — юго-восточная часть Техаса;
- Восточные атакапа:
  - атакапа (Луизиана)[4].

## История

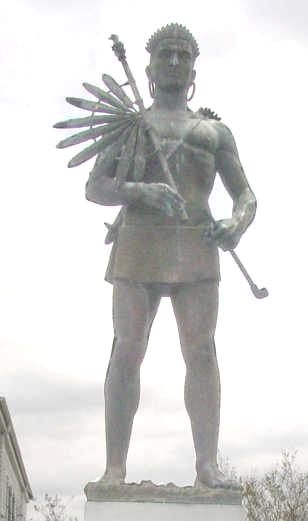
Статуя, изображающая индейца-атакапа. Мартинвиль, Луизиана.

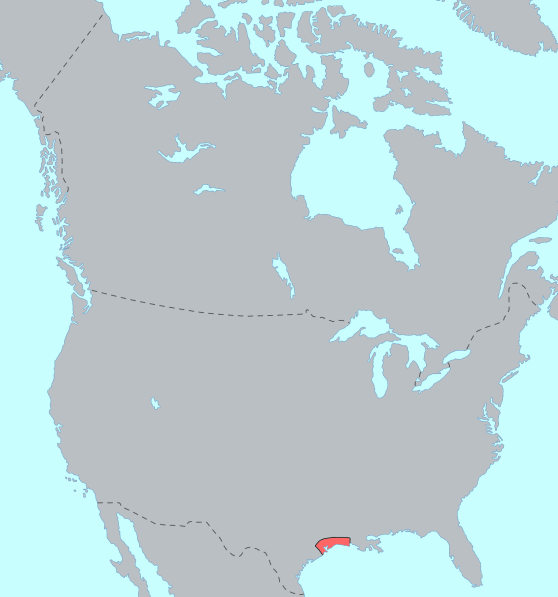
Область проживания племени атакапа до контакта с европейцами

Территория племени атакапа простиралась от реки Атчафалайа (ныне штат Луизиана) до реки Тринити и залива Галвестон в Техасе. Атакапа охотились на мелкую дичь, рыбачили, собирали коренья, ягоды и моллюсков, выращивали злаки.
В 1528 г. одно из племён западных атакапа спасло испанского исследователя Кабеса де Вака и его команду, потерпевших кораблекрушение. Де Вака оставался в племени до 1535 года и описывал индейцев-атакапа как «хорошо сложенных».
В 1703 г. Бьенвиль отправил трёх французов вверх по реке Сабин, которые повстречали племя западных атакапа. В 1714 г. это племя было в составе 14 племён, направивших делегации к Лепине, временному губернатору Луизианы в 1717—1718, когда он укреплял остров Дофин (ныне штат Алабама).
В 1760 г. француз Габриэль Фюзелье де ля Клер, явившись на территорию атакапа, купил все земли между рекой Вермильон и лиманом Бэйю-Теш у Кинемо, вождя восточных атакапа. Это произошло вскоре после того, как враждебное соседнее племя аппалуза, пришедшее с территории между реками Атчафалайа и Сабин, разгромило восточных атакапа, проживавших в области между рекой Атчафалайа и Баю-Неспике.
Уильям Бёрд Пауэлл (William Byrd Powell, 1799—1867), медик и физиолог, писал об атакапа как о каннибалах и отмечал, что они, в отличие от соседних племён — таких, как натчез — обычно деформировали свой череп спереди, а не по бокам.
Если во времена первого контакта численность атакапа составляла несколько тысяч, то уже в начале XVIII века она снизилась до нескольких сот, и племя было вынуждено мигрировать на запад. С конца XX века происходит возрождение племени.

## Настоящее время
Предполагается, что в середине XIX века большая часть племени атакапа вымерла от болезней и бедности. Несмотря на это, племя существует до настоящего времени и требует признания на федеральном уровне. Признанию препятствует тот факт, что многие потомки атакапа в настоящее время имеют смешанное индейско-афроамериканское происхождение.
Ряд названий современных городов происходят из языка ишак (атакапа). Например, название городка Мерменто (en:Mermentau) представляет собой искажённое имя местного вождя Nementou. Слово Плакемин (примеры: лиман Плакемин-Брюле, культура Плакемин) означает «хурма» на языке ишак (атакапа). Название прихода Калкашу в Луизиане происходит от слов katkosh, «орёл», и yok, «кричать».
28 октября 2006 года нация ишак (атакапа) впервые за 100 лет провела общий съезд представителей народа. На съезде присутствовало 450 человек из Луизианы и Техаса.